# 陳欽勉
陳欽勉（英語：James Chan Yum-min，1969年8月12日—），香港行政人員及前公務員，現任香港房屋協會行政總裁兼執行總幹事，曾擔任及保良局行政總監。陳於1988年從聖保羅書院畢業，並在香港理工學院取得商學文学学士學位。陳在1991年的生日加入香港政府任職政務主任。他隨後曾擔任財經事務局助理局長及政務司司長辦公室行政署助理行政署長，並在2004年8月至2008年10月期間出任元朗民政事務專員，及後再轉任商務及經濟發展局首席助理秘書長。他於2011年10月離開香港政府，並於2012年4月加入保良局出任約6年行政總監，任內曾處理總部重建及興建元朗青年宿舍。他在2018年12月加入香港房屋協會擔任副行政總裁，並在2020年4月1日起獲委任為行政總裁兼執行總幹事。